# Hyrrokkin (lune)
Hyrrokkin (Saturn XLIV, désignation provisoire S/2004 S 19) est l'une des lunes de Saturne. Sa découverte fut annoncée par David Jewitt, Scott S. Sheppard, Jan Kleyna, et Brian G. Marsden le 26 juin 2006, d'après des observations faites entre le 12 décembre 2004 et le 30 avril 2006.
Hyrrokkin mesure environ 8 kilomètres de diamètre et elle fait le tour de son orbite en 914,292 jours.
Elle porte le nom de Hyrrokkin, géante de la mythologie nordique, qui lança Hringhorni, le navire funéraire de Baldr.